# Jackie Mason
Pour les articles homonymes, voir Mason.
Jackie Mason est un humoriste, acteur, producteur et scénariste américain né le 9 juin 1928 à Sheboygan dans le Wisconsin et mort le 24 juillet 2021 à Manhattan (New York).

## Biographie
Né Yacov Moshe Maza à Sheboygan (Wisconsin), Jackie Mason grandit dans le Lower East Side de Manhattan à New York.
Il est diplômé en arts au City College of New York. À 25 ans, il devient rabbin (comme ses trois frères, son père, son grand-père et son arrière-grand-père) à Latrobe en Pennsylvanie. Trois ans plus tard, il démissionne pour devenir comédien.
Son premier spectacle de Broadway, The World According To Me, a duré deux ans et lui a valu le prix Critics Circle, un prix Tony et un Grammy. Mason détient toujours le record du plus grand nombre de one-man shows donnés dans l'histoire de Broadway. Il a reçu de nombreux honneurs, y compris de la part du président sud-africain Nelson Mandela, de l'université d'Oxford, du président George H. W. Bush et du maire de New York Rudy Giuliani. Il a aussi assisté à huit spectacles du « Royal Command » pour la reine Élisabeth II, plus que tout autre artiste américain, et il est le seul Américain à avoir présenté le spectacle.

## Filmographie

### Comme acteur
- 1972 : The Stoolie : Roger Pitman
- 1973 : Woody et les Robots : Tailor (voix)
- 1979 : Un vrai schnock : Harry Hartounian
- 1981 : La Folle Histoire du monde : un juif
- 1984 : A Stroke of Genius
- 1985 : Stiffs : Jacob Schwartz
- 1986 : The Perils of P.K.
- 1988 : Le Golf en folie 2 (Caddyshack II) : Jack Hartounian
- 2008 : What Blows Up Must Come Down! : Mordechai Mouse
- 2011 : Just Say No : Jenna
- 2011 : Jackie Goldberg Private Dick : Jackie Goldberg
- 2011 : In a Pickle : Jackie Goldberg

### Télévision
- 1979 : Embarquement immédiat (1 épisode) : le rabbin
- 1981 : Best of Times : M. O'Reilly
- 1989 : Chicken Soup (12 épisodes) : Jackie Fisher
- 1991-2010 : Les Simpson (3 épisodes) : rabbin Hyman Krustovsky (voix)
  - Tel père, tel clown (1991)
  - Enfin clown (2003)
  - Il était une fois à Springfield (2010)
- 1992 : The Jackie Mason Show : lui-même
- 1996 : Jackie Mason at the London Palladium : lui-même
- 2003 : Mes parrains sont magiques (1 épisode) : Harvey Sandman
- 2009 : The Drinky Crow Show (1 épisode) : Mort Cooper (voix)

### Comme producteur
- 1985 : Stiffs
- 1984 : A Stroke of Genius

### Comme scénariste
- 1984 : A Stroke of Genius
- 1988 : The World According to Me
- 1992 : Jackie Mason on Campus
- 1996 : Jackie Mason at the National Press Club
- 1996 : Jackie Mason in Israel
- 1996 : Jackie Mason at the London Palladium
- 2008 : Jackie Mason: The Ultimate Jew
- 2010 : One Angry Man

## Récompenses et distinctions
| Récompense            | Année | Catégorie                                                        | Pour                      | Résultat |
| --------------------- | ----- | ---------------------------------------------------------------- | ------------------------- | -------- |
| Primetime Emmy Awards | 1988  | Meilleur scénario pour une série de variété, musicale ou comique | The World According to Me | Remporté |
| Primetime Emmy Awards | 1992  | Meilleur doublage                                                | Les Simpson               | Remporté |
| Razzie Awards         | 1989  | Pire acteur                                                      | Le Golf en folie 2        | Nommé    |